# Conus sticticus
Conus sticticus é uma espécie de gastrópode do gênero Conus, pertencente à família Conidae.